# Pando de Capua
Pando "cel Lacom" (în limba italiană: Pandone il Rapace) (d. 862 sau 863) a fost conte de Capua între anii 861 și 862.
Pando a fost cel de al doilea fiu al contelui Landulf I de Capua și fratel cu Lando I. Atunci când tatăl lor a murit în 843, comitatul a fost moștenit de Lando, în vreme ce Pando și un al treilea frate, Landulf au fost asociați în poziția de co-guvernanți (fără să aibă vreo putere reală). În fapt, Pando a mers la Salerno, unde a devenit un marepaphias (sau marepahissatum/marepahis, o funcție bizantină). 
La moartea lui Lando I din 861, fiul acestuia Lando II i-a succedat, însă  Pando a reușit să obțină depunerea acestuia în cadrul aceluiași an și să îl trimită să conducă în Caiazzo. Pando a preluat astfel conducerea comitatului de Capua și totodată s-a declarat independent față de Principatul de Salerno în 862. Cu toate acestea, domnia sa a fost scurtă și în cea mai mare parte a timpului a fost vorba de o perioadă de lupte pentru tronul pe care îl uzurpase. În acest context, el a distrus orașul Caserta (cca. 863) și l-a capturat pe nepotul său Landenulf (fratele lui Lando al II-lea), alături de 40 alți primarii ai acelui oraș. În continuare, Pando a construit un mare turn defensiv, în jurul căruia orașul modern Caserta a fost consturit. Astăzi, turnul este inclus în Palazzo della Prefettura, devenit sediu al conților de Caserta și, mai târziu, rezidență regală.
Pando a murit în luptă și a fost succedat de fiul său, Pandenulf.